# Arturo Rawson
Arturo Franklin Rawson (Santiago del Estero, 4 de junio de 1885-Buenos Aires, 8 de octubre de 1952) fue un militar argentino que asumió brevemente y por la fuerza el poder máximo del Estado, pero sin asumir formalmente el cargo de "presidente" ni prestar juramento, tras desalojar por las armas el 4 de junio de 1943 al presidente constitucional Ramón S. Castillo, último gobernante de la llamada "Década infame", cuestionada por la ilegitimidad de su origen y su naturaleza fraudulenta. Fue el primero de los tres gobernantes de facto de la dictadura militar conocida como Revolución del 43. Gobernó durante tres días, desde el 4 al 7 de junio de 1943. No figura en la lista oficial de presidentes, pues no llegó a formalizar su situación institucional. Fue inmediatamente reemplazado por Pedro Pablo Ramírez.

## Biografía

### Carrera militar
Hijo del teniente coronel del Ejército Franklin de la Esperanza Rawson Guiñazú y de Juana Mercedes Corbalán, Arturo ingresó en el año 1903 al Colegio Militar de la Nación. Allí se especializó como oficial de caballería. Egresó como subteniente en 1905 del CMN, del que luego fue profesor. En 1916 contrajo matrimonio con Delia Sixta Borda Argüello (1895-1983), con quien tuvo siete hijos. En la década de 1920 participó en campañas militares contra los indios chaqueños como oficial de caballería.

### Carrera política
El papel de comandante lo llevó inesperadamente a la escena política ya que los militares temían un nuevo fraude electoral a favor de Robustiano Patrón Costas, lo que significaría una perpetuación del Gobierno del régimen conservador, cuyo principal motor era el general Agustín Pedro Justo.

## La fugaz dictadura del general Rawson

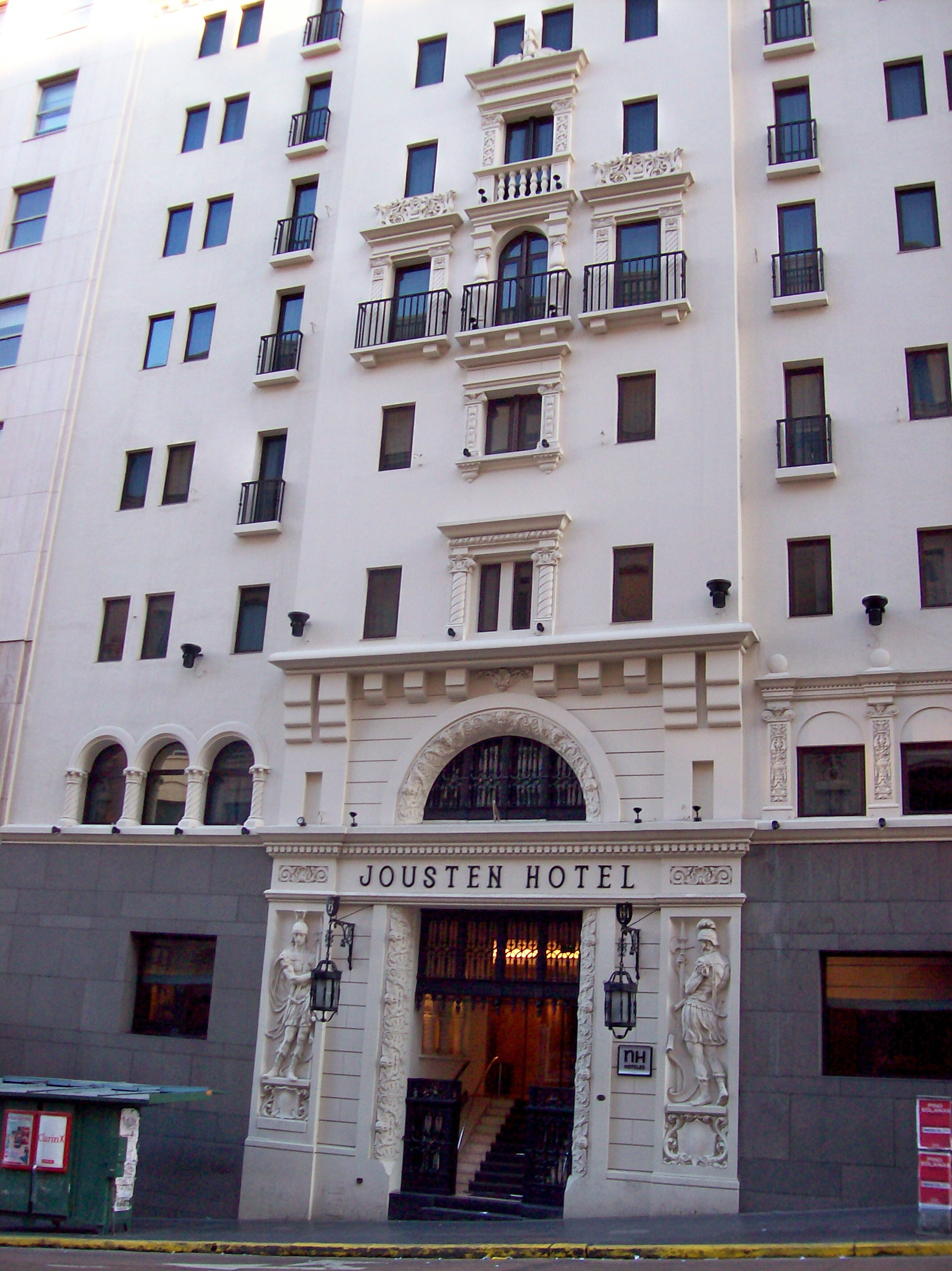
Hotel Jousten, en la Avenida Corrientes y 25 de Mayo, en Buenos Aires. Allí se reunía el grupo de conspiradores conocido como Los Generales del Jousten, dirigido por el general Arturo Rawson.

El general Rawson era un ferviente católico, miembro del conservador Partido Demócrata Nacional y de una tradicional familia de la aristocracia argentina. Rawson era general de división y servía como director general de Remonta..
Rawson dirigía un grupo de conspiradores que ha sido llamado «los generales del Jousten» debido al restaurante-hotel ubicado en Corrientes y 25 de Mayo donde se reunían. El grupo estaba integrado por militares que ocuparían altos cargos en el gobierno surgido del golpe: el general Diego I. Mason (Agricultura) y los contraalmirantes Benito Sueyro (Marina) y Sabá H. Sueyro (vicepresidente), hermanos entre sí. También formaba parte del grupo, como operador civil, el dirigente Ernesto Sammartino (UCR), quien fue convocado por Rawson luego del golpe para organizar el gabinete; pero cuando llegó a la Casa Rosada, en el desorden de la revolución, nadie le avisó a Rawson de su presencia en la sala de espera, por lo que luego de esperar un tiempo prudencial se retiró a su casa.
El 4 de junio encabeza la marcha desde Campo de Mayo en un automóvil del Regimiento 8 de Caballería que ingresa a la Casa de Gobierno y le comunica al presidente Castillo que ha sido derrocado.
Rawson procedió de inmediato a elegir su gabinete incluyendo tres amigos personales ligados al régimen depuesto y de reconocida pertenencia derechista, el general Domingo Martínez, José María Rosa (hijo) y Horacio Calderón, que fueron rechazados en forma terminante por los mandos militares, que funcionarían permanentemente en estado deliberativo a lo largo de la revolución, cuando se los comunicó. Como Rawson insistió en mantener a los cuestionados sin obtener resultado, el día 6 de junio presentó su renuncia a un cargo que no había asumido formalmente y por el cual no había prestado juramento. Asumió entonces la presidencia el general Pedro Pablo Ramírez, precisamente quien había desencadenado el golpe al ser removido por Castillo luego de su reunión con los radicales para ofrecerle la candidatura por la Unión Democrática.
Rawson aceptó el cargo de embajador argentino ante Brasil, cargo al que renunció al poco tiempo en virtud al desacuerdo con los proyectos del gobierno.
Dos años después, en 1945, intentó organizar desde Córdoba un golpe de Estado contra Farrell y Perón, que resultaría fallido pero que abrió camino al golpe del general Ávalos y los oficiales de Campo de Mayo que llevaron a la renuncia y detención de Perón en la segunda semana de octubre de 1945.

### Deceso
El 8 de octubre de 1952 a la edad de 67 años falleció a causa de un paro cardíaco. Sus restos descansan en el Cementerio de la Recoleta, en la ciudad de Buenos Aires.